# Jorge IV del Reino Unido
Jorge IV del Reino Unido (George Augustus Frederick; Londres, 12 de agosto de 1762-Windsor, 26 de junio de 1830) fue rey del Reino Unido y de Hannover, desde su ascenso al trono el 29 de enero de 1820 hasta su muerte en 1830.
Anteriormente había servido como príncipe regente cuando su padre, Jorge III, sufrió una permanente recaída de locura a causa de la porfiria que padecía. La regencia de Jorge —que duró nueve años, desde 1811 hasta la muerte de su padre en 1820— estuvo marcada por la victoria en las Guerras Napoleónicas en Europa. Jorge IV fue un monarca que interfirió en numerosas ocasiones en la política (especialmente en el asunto de la emancipación católica), aunque no tanto como su padre. Durante la mayor parte de su regencia y reinado, lord Liverpool controló el gobierno como primer ministro. Jorge IV también es recordado como un príncipe y monarca extravagante.
Se dice que cada vez que Jorge IV conquistaba una mujer, cortaba un mechón de su cabello y lo colocaba en un sobre con el nombre de la dama, como «trofeo». En el momento de su muerte se asegura que tenía en su poder siete mil de estos sobres con cabellos. Tuvo una pésima relación con su padre y con su mujer, Carolina de Brunswick-Wolfenbüttel, a la que llegó a excluir de su coronación. Fue, sin embargo, un patrono de las artes; durante su regencia y su reinado destacaron figuras literarias como lord Byron, Walter Scott y Jane Austen. Jorge IV fue responsable de la construcción del Royal Pavilion en Brighton.

## Primeros años

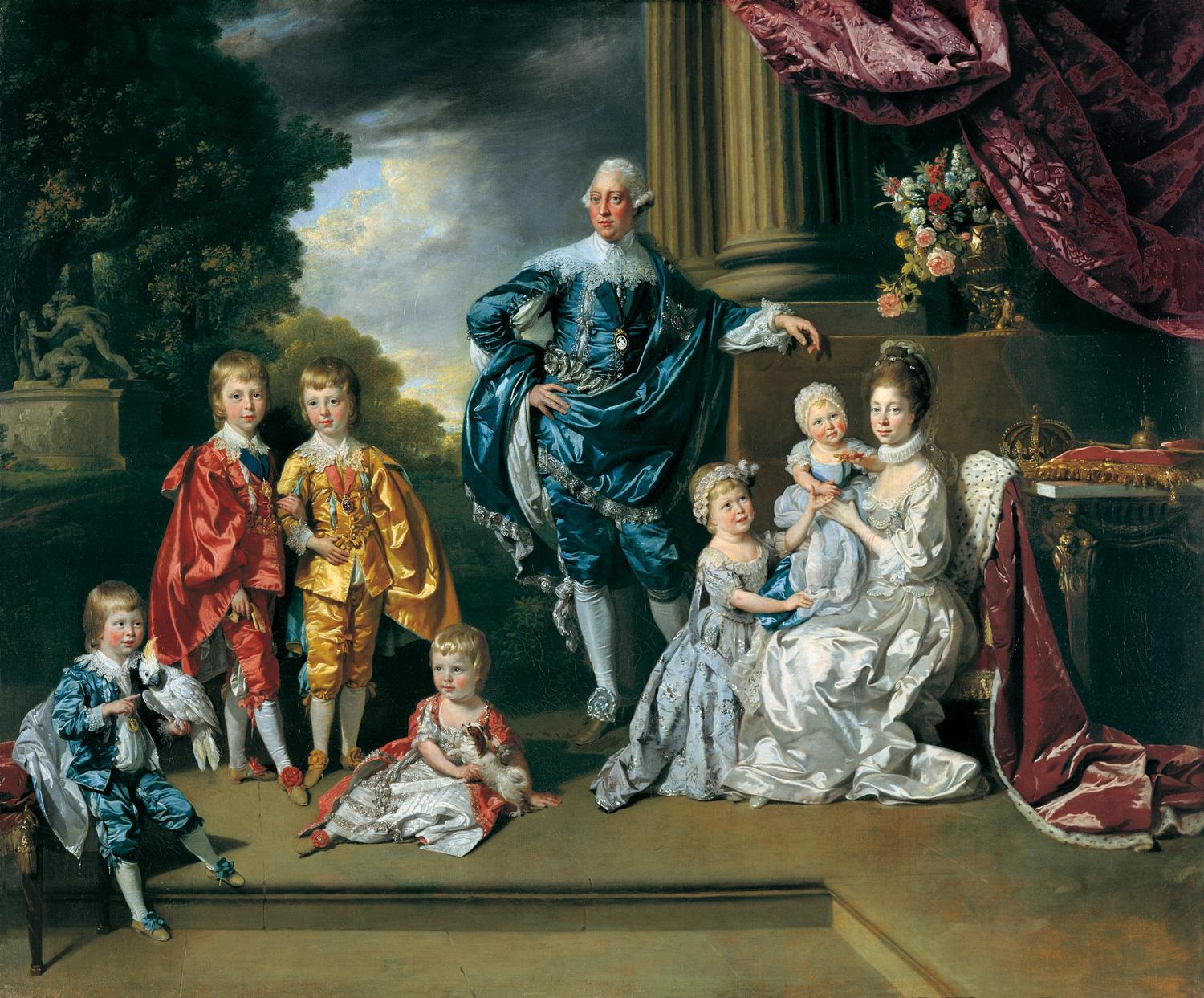
La Familia del rey Jorge III y la reina Carlota, por Johann Zoffany, 1770. El príncipe Jorge Augusto es el segundo por la izquierda

Jorge nació en el palacio de St. James el 12 de agosto de 1762, siendo el primogénito de los 15 hijos del rey Jorge III del Reino Unido y de la duquesa alemana Carlota de Mecklemburgo-Strelitz.
Al ser primogénito varón de un soberano británico, adquirió de forma automática los títulos de duque de Cornualles y duque de Rothesay desde su nacimiento. El rey Jorge III le otorgó el título de príncipe de Gales y conde de Chester el 19 de agosto. El 8 de septiembre, fue bautizado por Thomas Secker, arzobispo de Canterbury; sus padrinos fueron su tío materno, Carlos II de Mecklenburgo-Strelitz —duque desde 1794—, su tío-abuelo, Guillermo Augusto, duque de Cumberland, y su abuela, Augusta de Sajonia-Gotha, princesa viuda de Gales.
Jorge IV fue un excelente estudiante, aprendiendo rápidamente a hablar no solo inglés, sino también francés, alemán e italiano. También tocaba el violonchelo, recibía instrucción en materias como derecho, historia, matemáticas y religión, y además recibía lecciones de dibujo. No obstante su padre lo criticaba por su carácter fácilmente influenciable y su tendencia a la holgazanería. La siguiente carta de Jorge III es característica, escribiéndole al príncipe, que tenía diecisiete años en ese momento:

Puedes cenar en tu apartamento los domingos y jueves, pero no puedo permitirme esto más a menudo […] No permitiré la participación en bailes y fiestas que se realicen en casas particulares […]. En cuanto a las mascaradas, sabes que las encuentro inadecuadas para este país [...] Si salgo por la mañana, espero que me acompañes. No tengo ninguna objeción si viajas solo los otros días, siempre que sea para hacer ejercicio y no para holgazanear en Hyde Park [...].
Jorge III

A partir de los dieciséis años, el heredero al trono comenzó a rebelarse cada vez más contra sus padres. Frecuentó los círculos de whigs prominentes como Charles James Fox, quien se opuso al gobierno conservador de su padre. Estos círculos también fomentaron su adicción al juego, su inclinación por las historias de mujeres y su estilo de vida disoluto. Incluso antes de llegar a la mayoría de edad, atrajo la atención de la sociedad londinense a través de un romance con la joven Mary Robinson. Mary, conocida hoy como poeta y feminista temprana, experimentó sus primeros éxitos como actriz en ese momento y también fue llamada "Perdita" por uno de sus papeles. Su contraparte en este papel fue el príncipe "Florizel". Los versos burlones y las caricaturas sobre "Perdita" y "Florizel" se entendieron mucho después del final del romance en 1783 como una alusión al romance entre la actriz y el heredero al trono.
Las consecuencias económicas del breve romance causaron disgusto público: el heredero al trono compró el afecto de la joven actriz prometiéndole generosas donaciones económicas. Quería pagarle esto tan pronto como alcanzara la mayoría de edad. Mary Robinson finalmente recibió solo una fracción de lo prometido originalmente, pero recibió un pago único de 5000 libras después del final de la aventura y más tarde pudo hacer cumplir una pensión anual de 500 libras cuando amenazó con publicar sus cartas de amor. El monto de los pagos fue considerable: un teniente coronel británico como el posterior amante de Mary Robinson, Banastre Tarleton, recibía un salario anual de 346 £ en ese momento. Jane Austen declaró que un cura con 140 libras tendría un ingreso anual modesto pero adecuado.
A los dieciocho años, el príncipe de Gales recibió una asignación separada y, en contraste con la vida sencilla y libre de escándalos de su padre, comenzó una vida de disipación y extravagancia que involucraba mucho alcohol y numerosas amantes y escapadas. Era un conversador ingenioso, borracho o sobrio, y mostraba buen gusto, pero muy caro, en la decoración de su palacio. El príncipe cumplió 21 años en 1783 y obtuvo una subvención de 60 000 £ (equivalente a 7 277 000 £ actuales) del Parlamento y un ingreso anual de 50 000 £ (equivalente a 6 064 000 £ actuales) de su padre el rey. Era demasiado poco para sus necesidades: solo sus establos costaban 31 000 £ al año. Luego estableció su residencia en Carlton House, donde vivió una vida derrochadora. Comenzó entonces una gran antipatía entre el príncipe y su padre, quien deseaba un comportamiento más frugal por parte de su heredero. El rey, un conservador político, también estaba molesto por la simpatía del príncipe hacia Charles James Fox y otros políticos de inclinación radical.

## Matrimonio ilegal
Poco después de cumplir los 21 años, Jorge se enamoró de una católica, María Ana Fitzherbert, seis años mayor que él y que había enviudado dos veces. El Acta de Establecimiento (1701) estipulaba que cualquier miembro de la familia real que se desposara con un católico perdía su derecho a la sucesión. Por otra parte, el Acta de Matrimonios Reales, aprobada en 1772, establecía que el príncipe de Gales necesitaba el consentimiento del rey para casarse, y como era lógico, el monarca jamás daría su permiso. No obstante, la pareja contrajo matrimonio en Londres el 15 de diciembre de 1785. Legalmente la unión era nula, al no contar con el consentimiento real. Sin embargo, la señora Fitzherbert creía lógicamente que era la única y legítima esposa del príncipe de Gales, poniendo las leyes de la Iglesia católica por encima de las leyes del Estado y de la Iglesia de Inglaterra. Por motivos políticos, la unión permaneció en secreto y la señora Fitzherbert prometió no publicar ningún documento del enlace.
Su forma de vida desordenada hundió al príncipe de Gales en muchas deudas. Su padre rechazó ayudarlo, forzándolo a abandonar Carlton House y a vivir en la residencia de la señora Fitzherbert. En 1787, los aliados del príncipe de Gales en la Cámara de los Comunes hicieron una oferta para aliviar sus deudas con una concesión parlamentaria. Comenzó a sospecharse de la relación personal del príncipe con la señora  Fitzherbert, pero la revelación de su matrimonio ilegal habría escandalizado a la nación y echado abajo cualquier oferta parlamentaria para ayudarle. Actuando con la autorización del príncipe, Charles James Fox, líder de los whigs, declaró que la historia era una calumnia. La señora Fitzherbert no estuvo satisfecha con la negación pública de su unión en términos tan vehementes y contempló la idea de separarse del príncipe. Él la apaciguó pidiendo a otro whig, Richard Brinsley Sheridan, que modificara las fuertes declaraciones de Fox con palabras más suaves. El Parlamento, mientras tanto, fue lo suficientemente generoso como para conceder al príncipe de Gales la cantidad de 161 000 libras para pagar sus deudas, además de 20 000 para mejoras en su residencia, Carlton House. El rey también acordó aumentar en 10 000 £ los ingresos anuales del príncipe de Gales.

## Salud mental de Jorge III y breve regencia

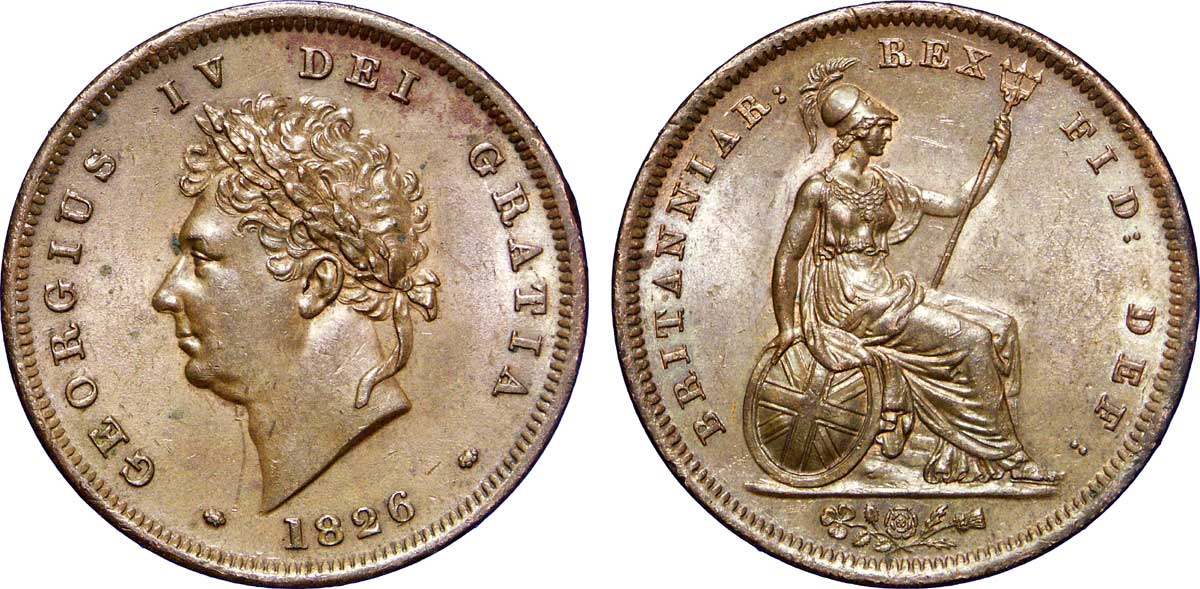
Efigie del rey Jorge IV del Reino Unido

Jorge III sufría de una enfermedad hereditaria, conocida como porfiria. En el verano de 1788, la enfermedad afectó la salud mental del rey, quedando incapacitado para cumplir sus funciones. Pero aun así, consiguió demorar la sesión parlamentaria del 25 de septiembre al 20 de noviembre de 1788. Durante la prórroga, sin embargo, Jorge III volvió a enloquecer, llegando a ser una amenaza contra sí mismo, y el Parlamento —vuelto a convocar en noviembre— no podría recibir del rey el acostumbrado Discurso desde el Trono durante la sesión de apertura. El Parlamento se encontró en una posición delicada: según la ley establecida desde hacía mucho tiempo, no se podría proceder a legislar hasta que el rey pudiera pronunciar su discurso desde el Trono en la sesión de apertura.
Aunque teóricamente estaba impedido de hacer algo así, el Parlamento comenzó a discutir una Regencia. En la Cámara de los Comunes, Charles James Fox declaró que el príncipe de Gales tenía automáticamente el derecho a ejercer la soberanía durante la incapacidad del rey. Una opinión contraria fue la del primer ministro, William Pitt el Joven, que discutió que, en ausencia de un estatuto que dijera lo contrario, el derecho de elegir un regente estaba únicamente en manos del Parlamento. Incluso indicó que, sin la autoridad parlamentaria, «el príncipe de Gales no tenía más derecho... de asumir el gobierno, que cualquier otro súbdito del país». Sin embargo, discrepando en el principio que él mismo defendía en cuanto a la regencia, Pitt convino con Fox en que el príncipe de Gales sería la opción más conveniente para ser el regente.
Jorge —aunque ofendido por la impertinencia de Pitt— no dio su apoyo total a la filosofía de Fox. El príncipe Federico, duque de York, declaró que su hermano, el príncipe de Gales, no podía ejercer ningún poder sin haber obtenido previamente el consentimiento del Parlamento. Luego de la aprobación de resoluciones preliminares, Pitt creó un plan formal para la regencia, sugiriendo que los poderes del príncipe de Gales serían muy limitados (entre otras cosas, el príncipe de Gales no podría vender ninguna propiedad del rey ni conceder ningún título nobiliario a nadie con excepción de un miembro de la familia real). El príncipe de Gales denunció el esquema de Pitt, declarando que «va a producir debilidad, desorden e inseguridad en cada rama de la administración pública». No obstante, ambas facciones llegaron a un compromiso en el interés de la nación.
Un impedimento técnico significativo a cualquier ley a favor de la regencia implicaba la ausencia del Discurso desde el Trono, que era teóricamente necesario antes de que el Parlamento pudiera proceder a cualquier discusión o votación. El discurso, como era sabido, era normalmente entregado al rey, pero también podía ser entregado a los representantes reales conocidos como lores comisionados. Pero ningún documento podría autorizar las acciones de los lores comisionados a menos que el Gran Sello del Reino estuviera estampado en él. Desafortunadamente, el Gran Sello no se podía poner legalmente sin la autorización previa del soberano. Pitt y sus colegas ministros no hicieron caso de este requisito y mandaron al lord canciller colocar el Gran Sello sin el consentimiento del rey. Esta conducta fue denunciada como «fantasiosa», «ficticia» y como «fraudulenta». El duque de York describió este plan como «inconstitucional e ilegal». Sin embargo, otros en el Parlamento sentían que este proceder era necesario para preservar un gobierno eficaz. Por lo tanto, el 3 de febrero de 1789 —más de dos meses después de la fecha en que había sido convocado— el Parlamento fue abierto formalmente por aquel «ilegal» grupo de lores comisionados. La Ley de Regencia fue introducida, pero, antes de que pudiera ser aprobada, el rey se restableció de sus ataques de locura. De manera desconcertante, el rey declaró que el documento que autorizaba a actuar a los lores comisionados era válido.

## Deudas del príncipe y matrimonio legal
Las deudas del príncipe de Gales continuaban aumentando; su padre rechazó ayudarle a menos que contrajera matrimonio. La elegida fue su prima, Carolina de Brunswick-Wolfenbüttel. El matrimonio se celebró en el palacio de St. James, el 8 de abril de 1795. De este enlace nació una hija:
- Carlota Augusta (Carlton House, 7/1/1796 – Claremont House 6/11/1817), casada con Leopoldo de Sajonia-Coburgo-Saalfeld, futuro rey de Bélgica.

La unión, sin embargo, fue un completo fracaso. Se separaron formalmente inmediatamente después del nacimiento de su hija —de la cual se decía era un «milagro», pues fue concebida en uno de los tres únicos contactos íntimos que hubo entre los príncipes de Gales—, y permanecieron así el resto de sus vidas. El príncipe de Gales seguiría unido a la señora Fitzherbert —a pesar de varios períodos de distanciamiento— por muchos años, hasta 1811, cuando sus relaciones quedaron rotas definitivamente.
Incluso antes de conocer a la señora Fitzherbert, el príncipe de Gales había tenido varios hijos ilegítimos. Entre sus amantes destacaron Grace Dalrymple-Elliott, la esposa escocesa de un médico de Londres; Olga Zherebtsova, noble rusa que alegó haber tenido un hijo suyo; y Francisca Twysden, Lady Jersey, que dominaría su vida por algunos años.
Entretanto, el problema de las deudas del príncipe —que llegó a alcanzar la extraordinaria suma de 660 000 £ en 1796— fue solucionado (al menos por el momento) por el Parlamento. Estando poco dispuesto a hacer una concesión absoluta para saldar estas deudas, le proporcionó una suma adicional de 65 000 £ anuales. En 1803, 60 000 £ más le fueron asignados, y las deudas del príncipe de Gales fueron pagadas finalmente en su totalidad.

## Príncipe regente

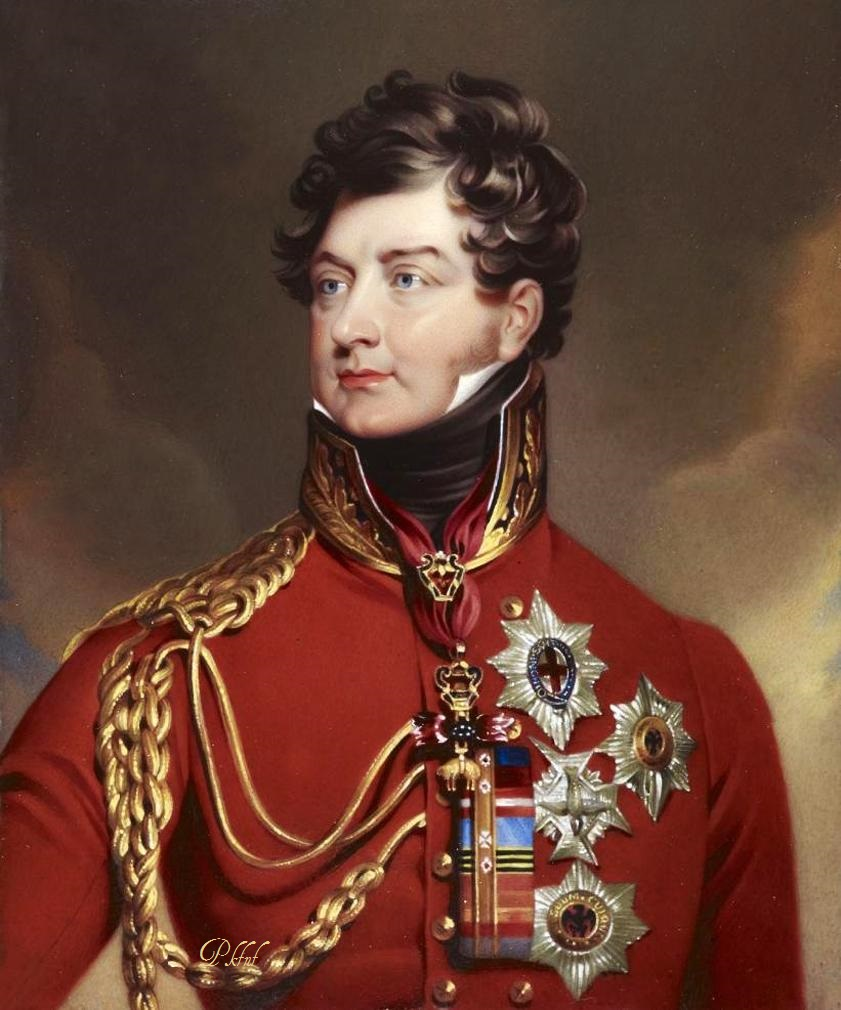
Retrato de Jorge como príncipe regente, por Henry Bone, 1816

A finales de 1810, Jorge III tuvo una recaída en su enfermedad mental poco tiempo después de la muerte de su hija menor y predilecta, la princesa Amelia. El Parlamento estuvo de acuerdo en proceder igual que en 1788. Sin el consentimiento del rey, el Lord Canciller colocó el Gran Sello del Reino en las letras patentes para designar a los lores comisionados. Estos, en nombre del rey, dieron el asentimiento real al Acta de Regencia (1811). El Parlamento hizo varias restricciones en los poderes del príncipe-regente (como sería conocido de ahí en adelante el príncipe de Gales), que desaparecieron al año de que se aprobara el Acta.
Cuando el príncipe de Gales se convirtió en príncipe-regente, uno de los conflictos políticos más importantes a los que se enfrentaba el país concernía a la Emancipación católica, el proyecto para quitar a los católicos las diversas inhabilidades políticas que padecían. Los tories, liderados por el primer ministro, Spencer Perceval, se opusieron a la Emancipación católica, mientras que los whigs la apoyaron. Al principio de la Regencia, el príncipe de Gales indicó que apoyaría al líder whig, William Wyndham Grenville, 1.er barón Grenville. Él, sin embargo, no puso inmediatamente a lord Grenville y los whigs en cargos políticos. Jorge argumentó que un despido repentino y masivo del gobierno tory no sería beneficioso para la salud del rey (un partidario firme de los tories), eliminando cualquier oportunidad de una recuperación. En 1812, cuando parecía claramente inverosímil que el rey se recuperara, el príncipe de Gales se negó a designar una nueva administración bajo el liderazgo whig. En su lugar, pidió a los whigs que unieran esfuerzos con el ministerio existente al mando de Spencer Perceval. Los whigs, no obstante, rechazaron cooperar debido a desacuerdos con respecto a la Emancipación católica. Enfurecido, el príncipe de Gales permitió que Perceval continuara como primer ministro.
Cuando, en mayo de 1812, Spencer Perceval fue asesinado por John Bellingham, el príncipe de Gales se preparó para reacomodar a todos los miembros del ministerio de Perceval al mando de un nuevo líder, a menos que la Cámara de los Comunes declarara formalmente su deseo de una administración «más fuerte y eficiente». El príncipe de Gales ofreció entonces la dirección del gobierno a Richard Wellesley, 1.er marqués de Wellesley, y luego a Francis Rawdon-Hastings, 2.º conde de Moira. Sin embargo, echó abajo toda tentativa de ambos, forzándolos a construir un ministerio de dos partidos políticos en un momento en que ninguno de los dos partidos deseaba compartir poder con el otro. Usando la falta de los dos pares como pretexto, el príncipe de Gales repuso inmediatamente la administración de Perceval, con Robert Jenkinson, II conde de Liverpool, como primer ministro.
Los tories, al contrario que los whigs como Charles Grey, II conde de Grey, intentaron continuar vigorosamente la guerra contra el poderoso emperador de Francia, Napoleón I. Con la ayuda de Rusia, Prusia, Suecia, Austria y otros países, el Reino Unido derrotó a Napoleón en 1814. En el subsecuente Congreso de Viena, se decidió que elevarían el electorado de Hannover (un Estado que había compartido soberanía con Gran Bretaña desde 1714) a reino. Napoleón intentó retornar en 1815, pero fue derrotado en la batalla de Waterloo por Arthur Wellesley, duque de Wellington, hermano del marqués de Wellesley. También en 1815, la guerra anglo-estadounidense (llamada asimismo Guerra de 1812) llegó a su fin, con ningún lado victorioso.
Durante su desempeño como regente, Jorge tomó un interés activo en materias de «estilo y buen gusto», y sus protegidos —tales como el dandi Beau Brummell y el arquitecto John Nash— crearon el estilo Regencia. En Londres, Nash diseñó las terrazas de la Regencia en Regent's Park y Regent Street. Jorge tuvo la idea de crear un balneario en la playa y mandó construir el Brighton Pavilion, creando un palacio playero fantástico adaptado por Nash en el estilo «Indio gótico», que se inspiraba libremente en el Taj Mahal, con extravagantes interiores «indios» y «chinos».

## Muerte de Jorge III y ascenso al trono de Jorge IV

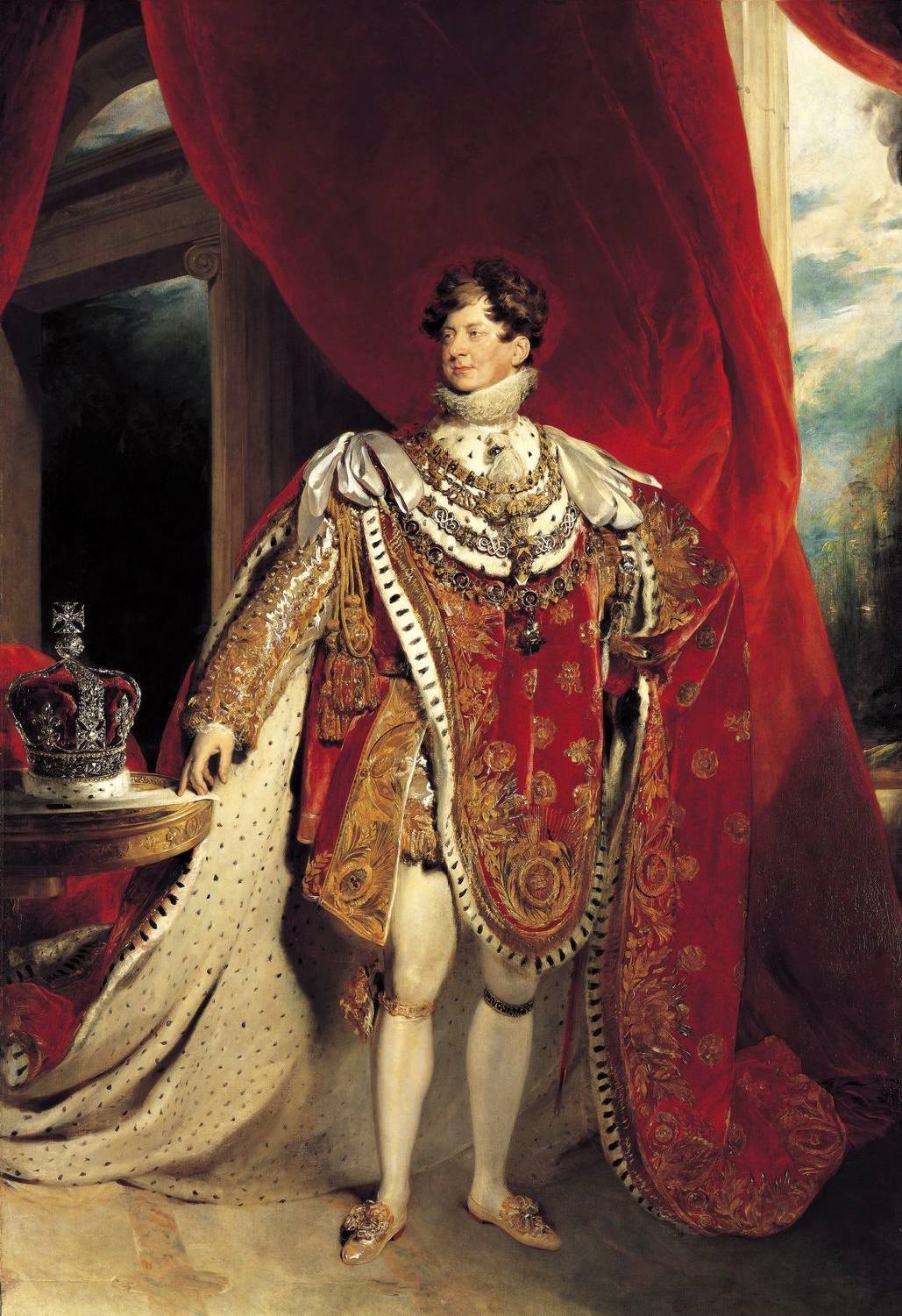
Retrato de la coronación de Jorge IV, realizado por Thomas Lawrence, 1821

Cuando Jorge III murió, el 29 de enero de 1820, el príncipe-regente ascendió al trono como Jorge IV, sin ningún cambio real en sus poderes. Para aquel entonces, Jorge IV estaba exageradamente obeso y era posiblemente adicto al láudano. También mostraba alguno de los síntomas de la enfermedad que afectó a su padre.
Las relaciones de Jorge IV con su esposa Carolina se habían deteriorado totalmente para el momento de su acceso al trono. Habían vivido separados desde 1796 y ambos tenían amantes. Carolina había abandonado el Reino Unido para viajar por Europa, pero decidió volver para la coronación de su marido, haciendo públicos sus derechos. Sin embargo, Jorge IV rechazó reconocer a Carolina como reina consorte, ordenando a los embajadores británicos que se aseguraran de que los monarcas de las cortes extranjeras hicieran lo mismo. Por orden real, el nombre de Carolina fue omitido de la liturgia de la Iglesia de Inglaterra. El rey buscó el divorcio, pero sus consejeros le sugirieron que no lo hiciera, pues cualquier procedimiento legal podría implicar la publicación de detalles referentes a las relaciones adúlteras de Jorge. Por lo tanto, el monarca solicitó y se aseguró de que se introdujera una Ley de Dolores y Penas, un procedimiento que habría permitido al Parlamento imponer penas legales sin la necesidad de un juicio o de una Corte de Justicia. Esta ley podría entonces anular el matrimonio regio y despojar a Carolina del título de reina. La ley, sin embargo, resultó ser extremadamente impopular y fue retirada del Parlamento. Jorge IV decidió, no obstante, excluir a su esposa de su coronación en la abadía de Westminster el 19 de julio de 1821. Carolina murió unas semanas más tarde, el 7 de agosto. Se rumoreó que uno de los allegados del rey, John Roberts, tuvo parte en la muerte de Carolina.

## Coronación y reinado

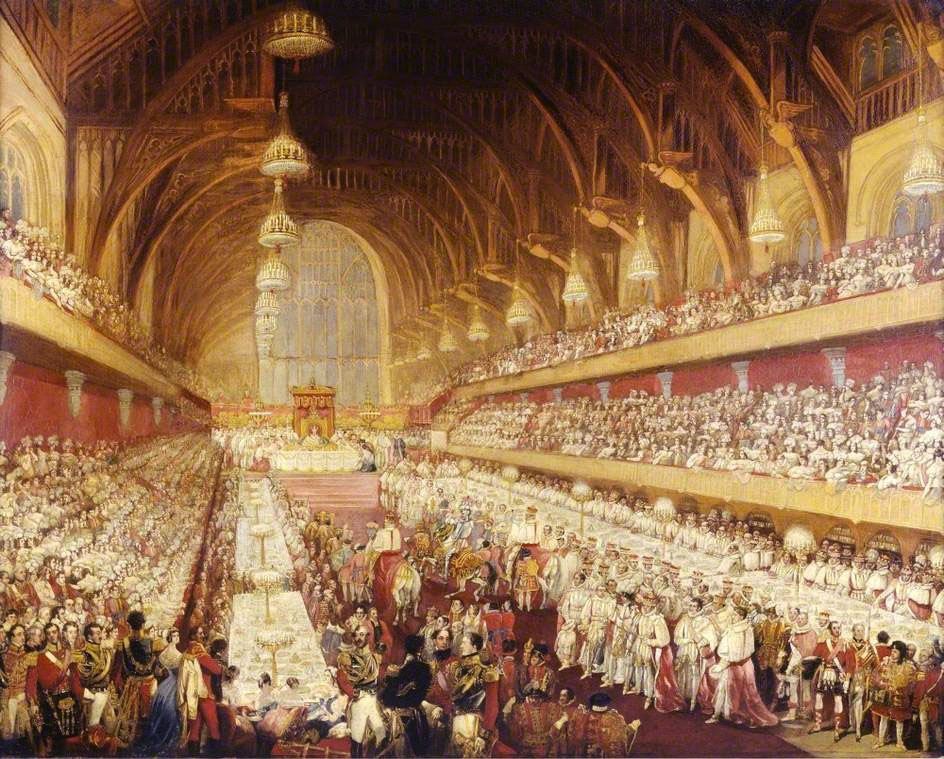
El banquete de la coronación de Jorge IV se llevó a cabo en Westminster Hall el 19 de julio de 1821

La coronación de Jorge IV fue ostentosa y muy cara, costando cerca de 943 000 £. La coronación fue un evento muy popular. Muchos llegaron desde todos los rincones del imperio para comprar recuerdos y conseguir las copias del retrato de la coronación hecho por sir Thomas Lawrence. En 1822, Jorge visitó Edimburgo. Su visita a Escocia era la primera realizada por un monarca reinante desde que Carlos II de Inglaterra viajara allí en 1650. La visita fue organizada por sir Walter Scott y aumentó la popularidad del rey.
No obstante, Jorge IV pasó la mayor parte de su reinado recluido en el castillo de Windsor, pero continuó interfiriendo en asuntos políticos. Al principio, se creyó que apoyaría la Emancipación católica, pero sus opiniones anticatólicas llegaron a estar muy claras en 1824. La influencia de la corona era tan grande, y el poder de los tories bajo el mando de lord Liverpool como primer ministro tan fuerte, que la Emancipación católica parecía no tener esperanza. En 1827, sin embargo, lord Liverpool se retiró, siendo substituido por el tory pro-emancipacionista George Canning. Cuando Canning asumió el cargo, el rey, que hasta entonces estaba contento de instruir en privado a sus ministros en la cuestión católica, ahora solo le quedaba por hacer una declaración opositoria. Era sabido que «sus sentimientos... en la cuestión católica eran los mismos que su venerado padre, Jorge III, y su difunto hermano, el duque de York, habían mantenido durante sus vidas, y que yo mismo había profesado mientras fui príncipe de Gales, y de los cuales nunca renegaría; finalmente... los recientes arreglos ministeriales son el resultado de circunstancias que Su Majestad califica de imprevistas y desagradables». 

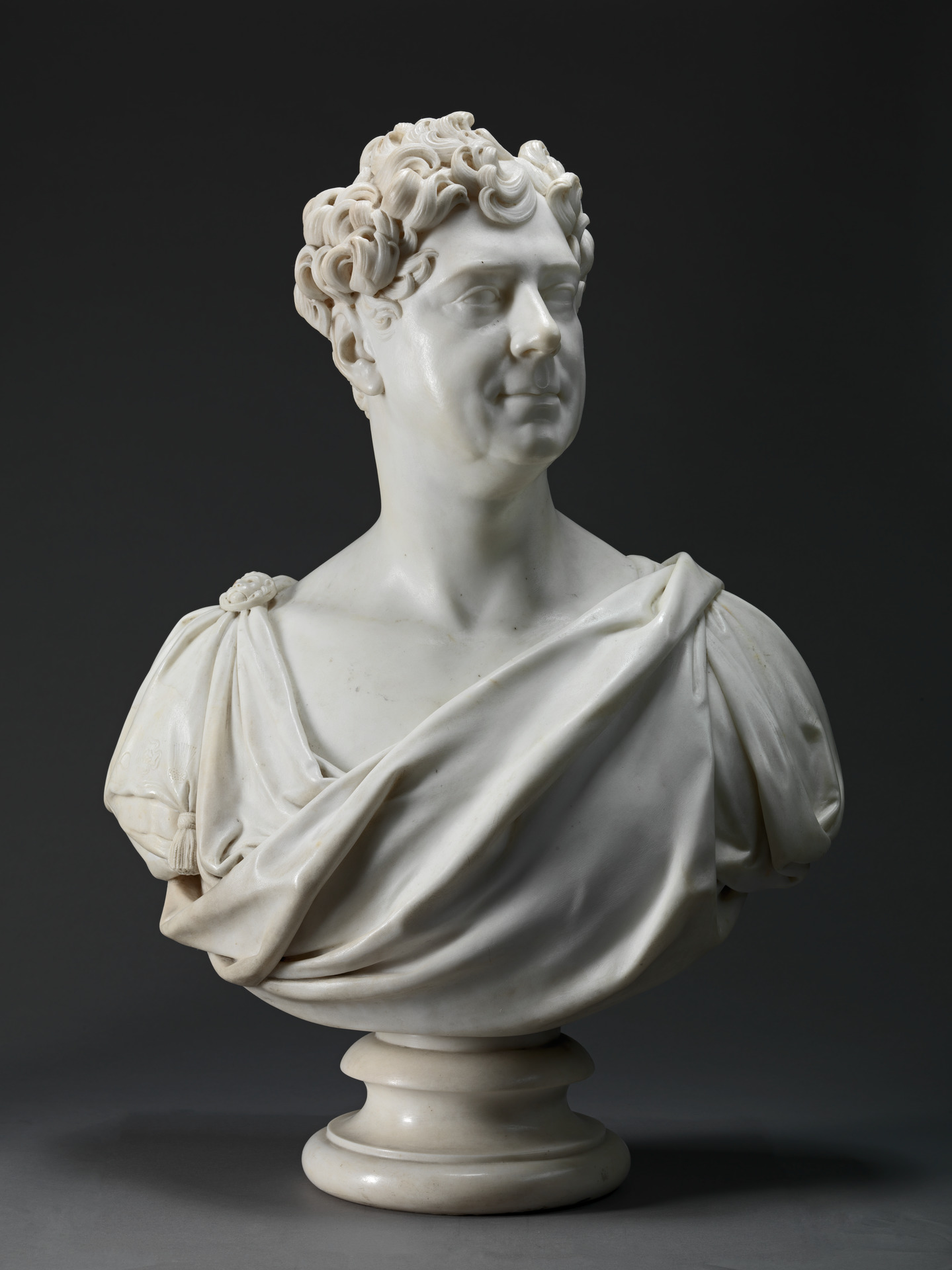
Busto de Jorge IV, realizado por Francis Leggatt Chantrey, 1827

Las opiniones de Canning sobre la cuestión católica no fueron bien recibidas por los tories más conservadores, incluyendo al duque de Wellington. Como resultado de esto, el ministerio fue forzado a incluir whigs. Canning murió ese mismo año, dejando a Frederick John Robinson, 1.er vizconde de Goderich como líder de la frágil coalición tory-whig. Lord Goderich dejó su cargo en 1828, siendo substituido por el duque de Wellington, que para ese entonces había aceptado que la negativa a ciertas medidas que daban mayores derechos a los católicos era políticamente insostenible. Con gran dificultad, Wellington obtuvo el consentimiento del rey a la introducción de una "Ley de Derechos Católicos". El rey retiró luego su aprobación, pero poco después la concedió otra vez. La Ley de Derechos fue formalmente concedida a los católicos en 1829.

## Declive y muerte
El consumo excesivo de alcohol y el estilo de vida indulgente de Jorge habían afectado su salud a fines de la década de 1820. Cuando todavía era príncipe de Gales, se había vuelto obeso debido a sus inmensos banquetes y su copioso consumo de alcohol, lo que lo convertía en el blanco del ridículo en las raras ocasiones en que aparecía en público; en 1797 su peso había alcanzado 245 libras (111 kg). En 1824, su corsé estaba hecho para una cintura de 50 pulgadas (127 cm). Sufría de gota, arteriosclerosis, edema periférico (hidropesía) y posiblemente porfiria. En sus últimos años pasaba días enteros en cama y sufría espasmos de ahogo que lo dejaban medio asfixiado.
Los últimos años de Jorge estuvieron marcados por un creciente deterioro físico y mental y un abandono de los asuntos públicos. En privado, un ayudante principal del rey confió a su diario: 

No existe un perro más despreciable, cobarde, egoísta, insensible [...]. Ha habido reyes buenos y sabios pero no muchos de ellos [...] y este creo que es uno de los peores.

En diciembre de 1828, al igual que su padre, Jorge estaba casi completamente ciego debido a cataratas y sufría de una gota tan grave en la mano y el brazo derechos que ya no podía firmar documentos. A mediados de 1829, sir David Wilkie informó de que el rey «se consumía terriblemente día tras día», y se había vuelto tan obeso que parecía «una gran salchicha embutida». El rey tomaba grandes cantidades de láudano para contrarrestar los severos dolores de vejiga, que lo dejaban en un estado de estupor y discapacidad mental durante días y días. Se sometió a una cirugía para extirpar una catarata en septiembre de 1829, momento en el que tomaba regularmente más de cien gotas de láudano antes de las ocasiones estatales. 
En la primavera de 1830, el inminente final de Jorge era evidente. Ahora, en gran parte confinado a sus aposentos, habiendo perdido completamente la vista de un ojo y describiéndose a sí mismo «tan ciego como un escarabajo», se vio obligado a aprobar la legislación con un sello de su firma en presencia de testigos. Su peso se registró en 20 stones (280 lb; 127 kg). Los ataques de dificultad para respirar debido a la hidropesía lo obligaron a dormir erguido en una silla, y los médicos con frecuencia le daban golpecitos en el abdomen para drenar el exceso de líquido. A pesar de su evidente declive, Jorge era admirado por aferrarse tenazmente a la vida. Su voluntad de vivir y su apetito todavía prodigioso asombraron a los observadores; en abril, el duque de Wellington escribió que el rey había consumido en el desayuno «un pichón y un pastel de bistec ... Tres partes de una botella de Mozelle, una copa de champán seco, dos copas de oporto [y] una copa de brandy», seguido de una gran dosis de láudano. Escribiendo a María Fitzherbert en junio, el médico del rey, sir Henry Halford, señaló: «La constitución de Su Majestad es gigantesca, y su elasticidad bajo la presión más severa excede lo que yo haya presenciado en treinta y ocho años de experiencia». Aunque Jorge había estado bajo el cuidado de Halford desde la época de la Regencia, las ambiciones sociales del médico y la falta de competencia percibida fueron fuertemente criticadas, y The Lancet calificó los boletines de Halford sobre la salud del monarca como «totalmente desprovistos de información», caracterizando posteriormente su tratamiento, que implicó la administración de opio y láudano como sedantes, como que parecía carecer de sentido o dirección.
Jorge dictó su testamento en mayo y se volvió muy devoto en sus últimos meses, confesando a un archidiácono que se arrepintió de su vida disoluta, pero esperaba que se le mostrara misericordia, ya que siempre había tratado de hacer lo mejor por sus súbditos. En junio, no pudo acostarse y recibió el Sacramento el 14 de ese mes en presencia de lady Conyngham, Halford y un clérigo. Si bien Halford no informó al Gabinete hasta el 24 de que «la tos del rey continúa con una expectoración considerable», en privado le dijo a su esposa que «las cosas están llegando a su fin ... Seré liberado alrededor del lunes».
En la madrugada del 26 de junio de 1830 en el castillo de Windsor, Jorge se despertó y evacuó el intestino: «Una gran evacuación mezclada con sangre». Luego envió a buscar a Halford, supuestamente llamando a sus sirvientes: ¡Sir Henry! ¡Sir Henry! ¡Tráiganlo, esto es la muerte!. Los relatos de sus momentos finales y las últimas palabras varían. Según Halford, después de su llegada y la de sir William Knighton, los labios del rey «se pusieron lívidos y dejó caer la cabeza sobre el hombro del paje ... Yo subí las escaleras en cinco minutos y él murió ocho minutos después». Otros relatos afirman que el rey se puso las manos en el estómago y dijo: «Seguramente, esto debe ser la muerte». O que gritó: «Dios mío, ¿qué es esto?». Apretó la mano de su paje y dijo: «Muchacho, esto es la muerte» y murió. Jorge murió a las 3:15 a. m. Una autopsia realizada por sus médicos reveló que había muerto de una hemorragia gastrointestinal superior resultante de la rotura de un vaso sanguíneo en su estómago. Se encontró un gran tumor «del tamaño de una naranja» adherido a su vejiga; su corazón estaba agrandado, tenía válvulas fuertemente calcificadas y estaba rodeado por un gran depósito de grasa.
El rey fue enterrado en la bóveda real de la capilla de San Jorge, el 15 de julio. Su única hija legítima, Carlota, había muerto por complicaciones posparto en 1817, después de dar a luz a un hijo que nació muerto. El segundo hijo de Jorge III, el príncipe Federico de York y Albany, había muerto sin hijos en 1827, por lo que el trono pasó al tercer hijo de Jorge III, el príncipe Guillermo de Clarence, que reinó como Guillermo IV.
Se sospecha que pudo dejar varios hijos ilegítimos, pero no se ha confirmado ninguno de ellos.

## Legado
Jorge fue descrito como el «primer caballero de Inglaterra» debido a su estilo y modales. Era brillante, inteligente y conocedor, pero su pereza y glotonería lo llevaron a desperdiciar gran parte de su talento. El Times escribió que siempre preferiría «una niña y una botella a la política y un sermón». 
El período de la Regencia vio un cambio en la moda que fue determinado en gran medida por él. Después de que los opositores políticos pusieron un impuesto sobre el polvo de la peluca, abandonó el uso de una peluca empolvada en favor del cabello natural. Llevaba colores más oscuros que los que estaban de moda anteriormente, ya que ayudaban a disimular su talla, prefería pantalones sobre las rodillas porque eran más holgados, y popularizó un cuello alto con paño para el cuello porque ocultaba su papada. Su visita a Escocia en 1822 llevó al renacimiento, si no a la creación, del vestido escocés de tartán como se lo conoce hoy.
Durante la crisis política causada por la emancipación católica, el duque de Wellington dijo que Jorge era «el peor hombre con el que se había enamorado en toda su vida, el más egoísta, el más falso, el más malvado, el más enteramente sin un redentor». Sin embargo, su panegírico pronunciado en la Cámara de los Lores lo llamó «el hombre más consumado de su época» y elogió su conocimiento y talento. Los verdaderos sentimientos de Wellington probablemente se encuentran en algún lugar entre estos dos extremos; como dijo más tarde, Jorge era «un magnífico mecenas de las artes ... el compuesto más extraordinario de talento, ingenio, bufonería, obstinación y buenos sentimientos; en resumen, una mezcla de las cualidades más opuestas, con una gran preponderancia de bondad que he visto en cualquier personaje de mi vida».
Tras la muerte del rey, el Times capturó la opinión de la élite de manera sucinta: «Nunca hubo un individuo menos lamentado por sus semejantes que este rey fallecido. ¿Qué ojo ha llorado por él? ¿Qué corazón ha latido un latido de pena no mercenaria? ... Si alguna vez tuvo un amigo, un amigo devoto en cualquier rango de la vida, protestamos porque su nombre nunca nos llegó».
Hay muchas estatuas de Jorge IV, muchas de las cuales fueron erigidas durante su reinado en el Reino Unido, que incluyen un bronce estatua de él a caballo por sir Francis Chantrey en Trafalgar Square.
En Edimburgo, «Jorge IV Bridge» es una calle principal que une Old Town High Street hacia el norte sobre el barranco del Cowgate, diseñado por el arquitecto Thomas Hamilton en 1829 y terminado en 1835. King's Cross, ahora un importante centro de transporte, en la frontera de Camden e Islington en el norte de Londres, toma su nombre de un monumento de corta duración erigido al rey a principios de la década de 1830. Una plaza y un parque vecino en St Luke's, Islington, también llevan su nombre.

## Títulos
| ● 12 de agosto de 1762-19 de agosto de 1762: | Su alteza real el duque de Cornualles y de Rothesay |
| ● 19 de agosto de 1762-5 de enero de 1811:   | Su alteza real el príncipe de Gales                 |
| ● 5 de enero de 1811-29 de enero de 1820:    | Su alteza real el príncipe regente                  |
| ● 29 de enero de 1820-26 de junio de 1830:   | Su majestad el rey (1)                              |

Títulos adicionales:
| ● 1 de octubre de 1814-29 de enero de 1820: | Su alteza real el príncipe heredero de Hannover |

1. Su título oficial como monarca británico fue Jorge IV, por la Gracia de Dios, rey del Reino Unido de Gran Bretaña e Irlanda, defensor de la fe.

## Ancestros
| \| \| \| \| \| \| \| \| \| \| \| \| \| \| \| \| \| \| \| \| 16. Jorge I de Gran Bretaña \| \| \| \| \| \| \| \| \| \| \| \| \| \| \| \| \| \| \| \| \| \| \| \| \| \| \| \| \| \| \| \| \| \| \| \| \| \| \| \| \| \| \| \| \| \| \| \| \| \| \| \| \| \| 8. Jorge II de Gran Bretaña \| \| \| \| \| \| \| \| \| \| \| \| \| \| \| \| \| \| \| \| \| \| \| \| \| \| \| \| \| \| \| \| \| \| \| \| \| \| \| \| \| \| \| \| \| \| \| \| \| \| \| \| \| \| 17. Sofía Dorotea de Brunswick-Luneburgo \| \| \| \| \| \| \| \| \| \| \| \| \| \| \| \| \| \| \| \| \| \| \| \| \| \| \| \| \| \| \| \| \| \| \| \| \| \| \| \| \| \| \| \| \| \| \| \| \| \| \| \| \| \| 4. Federico Luis de Gales \| \| \| \| \| \| \| \| \| \| \| \| \| \| \| \| \| \| \| \| \| \| \| \| \| \| \| \| \| \| \| \| \| \| \| \| \| \| \| \| \| \| \| \| \| \| \| \| \| \| \| \| \| \| 18. Juan Federico de Brandeburgo-Ansbach \| \| \| \| \| \| \| \| \| \| \| \| \| \| \| \| \| \| \| \| \| \| \| \| \| \| \| \| \| \| \| \| \| \| \| \| \| \| \| \| \| \| \| \| \| \| \| \| \| \| \| \| \| \| 9. Carolina de Brandeburgo-Ansbach \| \| \| \| \| \| \| \| \| \| \| \| \| \| \| \| \| \| \| \| \| \| \| \| \| \| \| \| \| \| \| \| \| \| \| \| \| \| \| \| \| \| \| \| \| \| \| \| \| \| \| \| \| \| 19. Leonor Edmunda de Sajonia-Eisenach \| \| \| \| \| \| \| \| \| \| \| \| \| \| \| \| \| \| \| \| \| \| \| \| \| \| \| \| \| \| \| \| \| \| \| \| \| \| \| \| \| \| \| \| \| \| \| \| \| \| \| \| \| \| 2. Jorge III del Reino Unido \| \| \| \| \| \| \| \| \| \| \| \| \| \| \| \| \| \| \| \| \| \| \| \| \| \| \| \| \| \| \| \| \| \| \| \| \| \| \| \| \| \| \| \| \| \| \| \| \| \| \| \| \| \| 20. Federico I de Sajonia-Gotha \| \| \| \| \| \| \| \| \| \| \| \| \| \| \| \| \| \| \| \| \| \| \| \| \| \| \| \| \| \| \| \| \| \| \| \| \| \| \| \| \| \| \| \| \| \| \| \| \| \| \| \| \| \| 10. Federico II de Sajonia-Gotha \| \| \| \| \| \| \| \| \| \| \| \| \| \| \| \| \| \| \| \| \| \| \| \| \| \| \| \| \| \| \| \| \| \| \| \| \| \| \| \| \| \| \| \| \| \| \| \| \| \| \| \| \| \| 21. Magdalena Sibila de Sajonia-Weissenfels \| \| \| \| \| \| \| \| \| \| \| \| \| \| \| \| \| \| \| \| \| \| \| \| \| \| \| \| \| \| \| \| \| \| \| \| \| \| \| \| \| \| \| \| \| \| \| \| \| \| \| \| \| \| 5. Augusta de Sajonia-Gotha \| \| \| \| \| \| \| \| \| \| \| \| \| \| \| \| \| \| \| \| \| \| \| \| \| \| \| \| \| \| \| \| \| \| \| \| \| \| \| \| \| \| \| \| \| \| \| \| \| \| \| \| \| \| 22. Carlos Guillermo de Anhalt-Zerbst \| \| \| \| \| \| \| \| \| \| \| \| \| \| \| \| \| \| \| \| \| \| \| \| \| \| \| \| \| \| \| \| \| \| \| \| \| \| \| \| \| \| \| \| \| \| \| \| \| \| \| \| \| \| 11. Magdalena Augusta de Anhalt-Zerbst \| \| \| \| \| \| \| \| \| \| \| \| \| \| \| \| \| \| \| \| \| \| \| \| \| \| \| \| \| \| \| \| \| \| \| \| \| \| \| \| \| \| \| \| \| \| \| \| \| \| \| \| \| \| 23. Sofía de Sajonia-Weissenfels \| \| \| \| \| \| \| \| \| \| \| \| \| \| \| \| \| \| \| \| \| \| \| \| \| \| \| \| \| \| \| \| \| \| \| \| \| \| \| \| \| \| \| \| \| \| \| \| \| \| \| \| \| \| 1. Jorge IV del Reino Unido \| \| \| \| \| \| \| \| \| \| \| \| \| \| \| \| \| \| \| \| \| \| \| \| \| \| \| \| \| \| \| \| \| \| \| \| \| \| \| \| \| \| \| \| \| \| \| \| \| \| \| \| \| \| 24. Adolfo Federico I de Mecklemburgo-Strelitz \| \| \| \| \| \| \| \| \| \| \| \| \| \| \| \| \| \| \| \| \| \| \| \| \| \| \| \| \| \| \| \| \| \| \| \| \| \| \| \| \| \| \| \| \| \| \| \| \| \| \| \| \| \| 12. Adolfo Federico II de Mecklemburgo-Strelitz \| \| \| \| \| \| \| \| \| \| \| \| \| \| \| \| \| \| \| \| \| \| \| \| \| \| \| \| \| \| \| \| \| \| \| \| \| \| \| \| \| \| \| \| \| \| \| \| \| \| \| \| \| \| 25. María Catalina de Brunswick-Wolfenbüttel \| \| \| \| \| \| \| \| \| \| \| \| \| \| \| \| \| \| \| \| \| \| \| \| \| \| \| \| \| \| \| \| \| \| \| \| \| \| \| \| \| \| \| \| \| \| \| \| \| \| \| \| \| \| 6. Carlos Luis Federico de Mecklemburgo-Strelitz \| \| \| \| \| \| \| \| \| \| \| \| \| \| \| \| \| \| \| \| \| \| \| \| \| \| \| \| \| \| \| \| \| \| \| \| \| \| \| \| \| \| \| \| \| \| \| \| \| \| \| \| \| \| 26. Cristián Guillermo I de Schwarzburg-Sondershausen \| \| \| \| \| \| \| \| \| \| \| \| \| \| \| \| \| \| \| \| \| \| \| \| \| \| \| \| \| \| \| \| \| \| \| \| \| \| \| \| \| \| \| \| \| \| \| \| \| \| \| \| \| \| 13. Cristiana Emilia de Schwarzburg-Sondershausen \| \| \| \| \| \| \| \| \| \| \| \| \| \| \| \| \| \| \| \| \| \| \| \| \| \| \| \| \| \| \| \| \| \| \| \| \| \| \| \| \| \| \| \| \| \| \| \| \| \| \| \| \| \| 27. Antonia Sibila de Barby-Muhlingen \| \| \| \| \| \| \| \| \| \| \| \| \| \| \| \| \| \| \| \| \| \| \| \| \| \| \| \| \| \| \| \| \| \| \| \| \| \| \| \| \| \| \| \| \| \| \| \| \| \| \| \| \| \| 3. Carlota de Mecklemburgo-Strelitz \| \| \| \| \| \| \| \| \| \| \| \| \| \| \| \| \| \| \| \| \| \| \| \| \| \| \| \| \| \| \| \| \| \| \| \| \| \| \| \| \| \| \| \| \| \| \| \| \| \| \| \| \| \| 28. Ernesto III de Sajonia-Hildburghausen \| \| \| \| \| \| \| \| \| \| \| \| \| \| \| \| \| \| \| \| \| \| \| \| \| \| \| \| \| \| \| \| \| \| \| \| \| \| \| \| \| \| \| \| \| \| \| \| \| \| \| \| \| \| 14. Ernesto Federico I de Sajonia-Hildburghausen \| \| \| \| \| \| \| \| \| \| \| \| \| \| \| \| \| \| \| \| \| \| \| \| \| \| \| \| \| \| \| \| \| \| \| \| \| \| \| \| \| \| \| \| \| \| \| \| \| \| \| \| \| \| 29. Sofía Enriqueta de Waldeck \| \| \| \| \| \| \| \| \| \| \| \| \| \| \| \| \| \| \| \| \| \| \| \| \| \| \| \| \| \| \| \| \| \| \| \| \| \| \| \| \| \| \| \| \| \| \| \| \| \| \| \| \| \| 7. Isabel Albertina de Sajonia-Hildburghausen \| \| \| \| \| \| \| \| \| \| \| \| \| \| \| \| \| \| \| \| \| \| \| \| \| \| \| \| \| \| \| \| \| \| \| \| \| \| \| \| \| \| \| \| \| \| \| \| \| \| \| \| \| \| 30. Jorge Luis I de Erbach-Erbach \| \| \| \| \| \| \| \| \| \| \| \| \| \| \| \| \| \| \| \| \| \| \| \| \| \| \| \| \| \| \| \| \| \| \| \| \| \| \| \| \| \| \| \| \| \| \| \| \| \| \| \| \| \| 15. Sofía Albertina de Erbach-Erbach \| \| \| \| \| \| \| \| \| \| \| \| \| \| \| \| \| \| \| \| \| \| \| \| \| \| \| \| \| \| \| \| \| \| \| \| \| \| \| \| \| \| \| \| \| \| \| \| \| \| \| \| \| \| 31. Amelia Catalina de Waldeck-Eisenberg \| \| \| \| \| \| \| \| \| \| \| \| \| \| \| \| \| \| \| \| \| \| \| \| \| \| \| \| \| \| \| \| \| \| \| \| \| \| \| \| \| \| \| \| \| \| \| \| \| \| \| \| |                                                       |  |  |  |  |  |  |  |  |  |  |  |  |  |  |  |
| |                                                       |  |  |  |  |  |  |  |  |  |  |  |  |  |  |  |
| | 16. Jorge I de Gran Bretaña                           |  |  |  |  |  |  |  |  |  |  |  |  |  |  |  |
| |                                                       |  |  |  |  |  |  |  |  |  |  |  |  |  |  |  |
| |                                                       |  |  |  |  |  |  |  |  |  |  |  |  |  |  |  |
| | 8. Jorge II de Gran Bretaña                           |  |  |  |  |  |  |  |  |  |  |  |  |  |  |  |
| |                                                       |  |  |  |  |  |  |  |  |  |  |  |  |  |  |  |
| |                                                       |  |  |  |  |  |  |  |  |  |  |  |  |  |  |  |
| | 17. Sofía Dorotea de Brunswick-Luneburgo              |  |  |  |  |  |  |  |  |  |  |  |  |  |  |  |
| |                                                       |  |  |  |  |  |  |  |  |  |  |  |  |  |  |  |
| |                                                       |  |  |  |  |  |  |  |  |  |  |  |  |  |  |  |
| | 4. Federico Luis de Gales                             |  |  |  |  |  |  |  |  |  |  |  |  |  |  |  |
| |                                                       |  |  |  |  |  |  |  |  |  |  |  |  |  |  |  |
| |                                                       |  |  |  |  |  |  |  |  |  |  |  |  |  |  |  |
| | 18. Juan Federico de Brandeburgo-Ansbach              |  |  |  |  |  |  |  |  |  |  |  |  |  |  |  |
| |                                                       |  |  |  |  |  |  |  |  |  |  |  |  |  |  |  |
| |                                                       |  |  |  |  |  |  |  |  |  |  |  |  |  |  |  |
| | 9. Carolina de Brandeburgo-Ansbach                    |  |  |  |  |  |  |  |  |  |  |  |  |  |  |  |
| |                                                       |  |  |  |  |  |  |  |  |  |  |  |  |  |  |  |
| |                                                       |  |  |  |  |  |  |  |  |  |  |  |  |  |  |  |
| | 19. Leonor Edmunda de Sajonia-Eisenach                |  |  |  |  |  |  |  |  |  |  |  |  |  |  |  |
| |                                                       |  |  |  |  |  |  |  |  |  |  |  |  |  |  |  |
| |                                                       |  |  |  |  |  |  |  |  |  |  |  |  |  |  |  |
| | 2. Jorge III del Reino Unido                          |  |  |  |  |  |  |  |  |  |  |  |  |  |  |  |
| |                                                       |  |  |  |  |  |  |  |  |  |  |  |  |  |  |  |
| |                                                       |  |  |  |  |  |  |  |  |  |  |  |  |  |  |  |
| | 20. Federico I de Sajonia-Gotha                       |  |  |  |  |  |  |  |  |  |  |  |  |  |  |  |
| |                                                       |  |  |  |  |  |  |  |  |  |  |  |  |  |  |  |
| |                                                       |  |  |  |  |  |  |  |  |  |  |  |  |  |  |  |
| | 10. Federico II de Sajonia-Gotha                      |  |  |  |  |  |  |  |  |  |  |  |  |  |  |  |
| |                                                       |  |  |  |  |  |  |  |  |  |  |  |  |  |  |  |
| |                                                       |  |  |  |  |  |  |  |  |  |  |  |  |  |  |  |
| | 21. Magdalena Sibila de Sajonia-Weissenfels           |  |  |  |  |  |  |  |  |  |  |  |  |  |  |  |
| |                                                       |  |  |  |  |  |  |  |  |  |  |  |  |  |  |  |
| |                                                       |  |  |  |  |  |  |  |  |  |  |  |  |  |  |  |
| | 5. Augusta de Sajonia-Gotha                           |  |  |  |  |  |  |  |  |  |  |  |  |  |  |  |
| |                                                       |  |  |  |  |  |  |  |  |  |  |  |  |  |  |  |
| |                                                       |  |  |  |  |  |  |  |  |  |  |  |  |  |  |  |
| | 22. Carlos Guillermo de Anhalt-Zerbst                 |  |  |  |  |  |  |  |  |  |  |  |  |  |  |  |
| |                                                       |  |  |  |  |  |  |  |  |  |  |  |  |  |  |  |
| |                                                       |  |  |  |  |  |  |  |  |  |  |  |  |  |  |  |
| | 11. Magdalena Augusta de Anhalt-Zerbst                |  |  |  |  |  |  |  |  |  |  |  |  |  |  |  |
| |                                                       |  |  |  |  |  |  |  |  |  |  |  |  |  |  |  |
| |                                                       |  |  |  |  |  |  |  |  |  |  |  |  |  |  |  |
| | 23. Sofía de Sajonia-Weissenfels                      |  |  |  |  |  |  |  |  |  |  |  |  |  |  |  |
| |                                                       |  |  |  |  |  |  |  |  |  |  |  |  |  |  |  |
| |                                                       |  |  |  |  |  |  |  |  |  |  |  |  |  |  |  |
| | 1. Jorge IV del Reino Unido                           |  |  |  |  |  |  |  |  |  |  |  |  |  |  |  |
| |                                                       |  |  |  |  |  |  |  |  |  |  |  |  |  |  |  |
| |                                                       |  |  |  |  |  |  |  |  |  |  |  |  |  |  |  |
| | 24. Adolfo Federico I de Mecklemburgo-Strelitz        |  |  |  |  |  |  |  |  |  |  |  |  |  |  |  |
| |                                                       |  |  |  |  |  |  |  |  |  |  |  |  |  |  |  |
| |                                                       |  |  |  |  |  |  |  |  |  |  |  |  |  |  |  |
| | 12. Adolfo Federico II de Mecklemburgo-Strelitz       |  |  |  |  |  |  |  |  |  |  |  |  |  |  |  |
| |                                                       |  |  |  |  |  |  |  |  |  |  |  |  |  |  |  |
| |                                                       |  |  |  |  |  |  |  |  |  |  |  |  |  |  |  |
| | 25. María Catalina de Brunswick-Wolfenbüttel          |  |  |  |  |  |  |  |  |  |  |  |  |  |  |  |
| |                                                       |  |  |  |  |  |  |  |  |  |  |  |  |  |  |  |
| |                                                       |  |  |  |  |  |  |  |  |  |  |  |  |  |  |  |
| | 6. Carlos Luis Federico de Mecklemburgo-Strelitz      |  |  |  |  |  |  |  |  |  |  |  |  |  |  |  |
| |                                                       |  |  |  |  |  |  |  |  |  |  |  |  |  |  |  |
| |                                                       |  |  |  |  |  |  |  |  |  |  |  |  |  |  |  |
| | 26. Cristián Guillermo I de Schwarzburg-Sondershausen |  |  |  |  |  |  |  |  |  |  |  |  |  |  |  |
| |                                                       |  |  |  |  |  |  |  |  |  |  |  |  |  |  |  |
| |                                                       |  |  |  |  |  |  |  |  |  |  |  |  |  |  |  |
| | 13. Cristiana Emilia de Schwarzburg-Sondershausen     |  |  |  |  |  |  |  |  |  |  |  |  |  |  |  |
| |                                                       |  |  |  |  |  |  |  |  |  |  |  |  |  |  |  |
| |                                                       |  |  |  |  |  |  |  |  |  |  |  |  |  |  |  |
| | 27. Antonia Sibila de Barby-Muhlingen                 |  |  |  |  |  |  |  |  |  |  |  |  |  |  |  |
| |                                                       |  |  |  |  |  |  |  |  |  |  |  |  |  |  |  |
| |                                                       |  |  |  |  |  |  |  |  |  |  |  |  |  |  |  |
| | 3. Carlota de Mecklemburgo-Strelitz                   |  |  |  |  |  |  |  |  |  |  |  |  |  |  |  |
| |                                                       |  |  |  |  |  |  |  |  |  |  |  |  |  |  |  |
| |                                                       |  |  |  |  |  |  |  |  |  |  |  |  |  |  |  |
| | 28. Ernesto III de Sajonia-Hildburghausen             |  |  |  |  |  |  |  |  |  |  |  |  |  |  |  |
| |                                                       |  |  |  |  |  |  |  |  |  |  |  |  |  |  |  |
| |                                                       |  |  |  |  |  |  |  |  |  |  |  |  |  |  |  |
| | 14. Ernesto Federico I de Sajonia-Hildburghausen      |  |  |  |  |  |  |  |  |  |  |  |  |  |  |  |
| |                                                       |  |  |  |  |  |  |  |  |  |  |  |  |  |  |  |
| |                                                       |  |  |  |  |  |  |  |  |  |  |  |  |  |  |  |
| | 29. Sofía Enriqueta de Waldeck                        |  |  |  |  |  |  |  |  |  |  |  |  |  |  |  |
| |                                                       |  |  |  |  |  |  |  |  |  |  |  |  |  |  |  |
| |                                                       |  |  |  |  |  |  |  |  |  |  |  |  |  |  |  |
| | 7. Isabel Albertina de Sajonia-Hildburghausen         |  |  |  |  |  |  |  |  |  |  |  |  |  |  |  |
| |                                                       |  |  |  |  |  |  |  |  |  |  |  |  |  |  |  |
| |                                                       |  |  |  |  |  |  |  |  |  |  |  |  |  |  |  |
| | 30. Jorge Luis I de Erbach-Erbach                     |  |  |  |  |  |  |  |  |  |  |  |  |  |  |  |
| |                                                       |  |  |  |  |  |  |  |  |  |  |  |  |  |  |  |
| |                                                       |  |  |  |  |  |  |  |  |  |  |  |  |  |  |  |
| | 15. Sofía Albertina de Erbach-Erbach                  |  |  |  |  |  |  |  |  |  |  |  |  |  |  |  |
| |                                                       |  |  |  |  |  |  |  |  |  |  |  |  |  |  |  |
| |                                                       |  |  |  |  |  |  |  |  |  |  |  |  |  |  |  |
| | 31. Amelia Catalina de Waldeck-Eisenberg              |  |  |  |  |  |  |  |  |  |  |  |  |  |  |  |
| |                                                       |  |  |  |  |  |  |  |  |  |  |  |  |  |  |  |
| |                                                       |  |  |  |  |  |  |  |  |  |  |  |  |  |  |  |